# روش کامینسکی
روش کامینسکی (انگلیسی: The Kominsky Method) یک کمدی تلویزیونی ساخته چاک لوری است که از ۱۶ نوامبر ۲۰۱۸ روی آنتن رفته است. ستارگان این مجموعه عبارتند از مایکل داگلاس، آلن آرکین، نانسی تراویس و سارا بیکر.